# Самурай Джек (персонаж)
Самурай Джек (англ. Samurai Jack) ― главный герой мультсериала студий Cartoon Network и Adult Swim «Самурай Джек». Персонаж был придуман Геннди Тартаковски и озвучен Филом Ламарром. Джек является принцем из феодальной Японии. Самурай тренировался большую часть жизни, чтобы сразиться с демоном Аку, опустошившим его родину. В результате их сражения антагонист отправил самурая в далёкое будущее, где зло Аку правит миром. После самурай решил вернуться в прошлое и не допустить победы демона.
Главный герой мультсериала обладает волшебным мечом, который является единственным оружием, способным уничтожить Аку. Он отважный и опытный воин, который всегда готов прийти на помощь. В пятом сезоне его характер меняется, в нём Джек стал более жестоким и подавленным.
На создание Джека повлияли увлечение Геннди Тартаковского восточной культурой и его сны о путешествиях по миру с самурайским мечом. Большое влияние на создание персонажа оказали визуальные новеллы Фрэнка Миллера и фильмы Акиры Куросавы. Персонаж был хорошо принят критиками. Самурай является главным героем множества комиксов и видеоигр, посвящённых ему.

## Описание
Джек является опытным и сильным воином, владеющий множеством боевых искусств, которым он обучался в разных странах. Самурай очень сдержанный и невозмутимый человек, крайне редко впадающий в ярость. Джек старается помочь нуждающимся, даже если это как-то помешает ему вернуться в прошлое. Он один из немногих в мире, подвластном Аку, кто борется за справедливость. Джек является легендой для людей, живущих под властью Аку. Его знают и ценят практически все, кто слышал о его подвигах. Самурай обладает обострённым чувством справедливости, он ставит других выше себя. На самом же деле он не лишён чувства юмора и очень меланхоличный персонаж.
В пятом сезоне мультсериала его образ подвергся изменениям. Из-за длительных странствий он стал не только более эмоциональным и подавленным, но и более жестоким по отношению к врагам. В новом сезоне он научился пользоваться огнестрельным оружием и получил броню. На протяжении 50 лет странствий Джек испытывал сильное чувство вины за то, что ему так и не удалось предотвратить злодеяния Аку и он обрёк многих людей на гибель. В одном из эпизодов он даже решил покончить жизнь самоубийством.
Жители будущего дали главному герою прозвище ― Джек, но его настоящее имя неизвестно до сих пор. Калеб Мастерс предположил, что его родители не давали ему имя вовсе. В названии сериала указано, что главный герой — самурай, это не совсем верно. Джек скорее ронин, так как у самурая должен быть господин.

### Меч
Самурай обладает волшебным мечом — единственным оружием, способным уничтожить Аку. Катана была выкована тремя богами: Ра, Одином и Вишну из добродетелей его отца специально для убийства демона. В отличие от обычных мечей, данное оружие обладает магическими свойствами. Магия в числе прочего наделила меч высокой прочностью: он способен отражать многие атаки от которых любое другое оружие было бы уничтожено, а также прорезать любое вещество при приложении нужной силы; исключением является другие магические предметы.
Меч самурая не может быть использован в злых целях или существами с нечистым сердцем: так, например, когда Аку пытался убить Джека его же катаной, меч не наносил воину никакого вреда. Именно из-за злых чувств Джек потерял оружие в пятом сезоне, однако, поборов свою злую сторону, самурай вновь овладел своим мечом.

## Появления

### Мультсериал
Незадолго до рождения Джека его отец победил демона Аку с помощью своего волшебного меча, но спустя годы мира, когда самурай был ещё ребёнком, колдун вернулся и опустошил его родную страну. Тогда мать Джека отправила его в путешествие по миру, где он должен был в обучаться боевым искусствам. Возмужав и получив меч, Джек отправился к демону и практически победил его, но в последний момент тот отправил самурая в будущее. В результате Аку одержал победу, поработив человечество и внеземные цивилизации, так как только главный герой мог его остановить. Прибыв в будущее, самурай обнаружил, что попал в жестокое антиутопичное место. Местные жители дали воину прозвище Джек, а самурай решил впредь так себя называть. После сражения с роботами, посланными Аку для убийства самурая, тот провозгласил, что вернётся в своё время и во что бы то ни стало остановит зло. Чтобы это осуществить, Джек искал порталы, ведущие в прошлое или другие способы вернуться назад во времени. По пути он сражался с союзниками Аку, помогал угнетённым, заводил новых друзей и обучался новым навыкам.
Во время странствий Джеку удалось найти очередной портал в прошлое, но Аку уничтожил его. Как оказалось, портал был последним из оставшихся, так что Джек впал в ярость и в том числе по этой причине потерял свой меч. Из-за временной аномалии самурай перестал стареть и продолжал борьбу с демоном ещё 50 лет, пока не встретил «Дочерей Аку» — культ, состоящий из девушек-воинов, которые поклоняются демону и желают смерти самураю. Джеку пришлось убить всех, кроме последней — Аши, которую после недолгого плена удалось переубедить и она присоединилась к Джеку. Впоследствии между ними развились романтические отношения.
После совместных приключений пара добралась до логова колдуна, но тот захватил самурая в плен. Тогда к нему на помощь пришли все те, кому Джек помог во время своих скитаний, и самураю удалось сбежать. В итоге, Джеку и Аши удалось вернуться в прошлое, где самурай и убил Аку. Однако Аши из-за временного парадокса исчезла на руках у главного героя, так как планы демона не воплотились в жизнь, и Аши никак не могла появиться на свет. После Джек, убитый горем, ушёл в лес, но позже осознал, что мир станет светлым без Аку и смирился с утратой.

### Комиксы
Самурай появлялся в комиксах, которые выходили с перерывами с 2013 по 2019. Издательством комиксов занималась компания IDW Publishing, которая объединилась с Cartoon Network для создания комиксов по их мультсериалам. Первый комикс про самурая вышел в 2013 году и является продолжением четвёртого сезона мультсериала. Спустя девять лет после того, как сериал Геннди Тартаковски был приостановлен, и всего за несколько лет до выхода заключительного сезона Adult Swim, издательство IDW Publishing анонсировало новый комикс, рассказывающий о продолжающихся приключениях Джека. Более года спустя, 25 октября 2016 года, компания выпустила все 20 выпусков в одном сборнике под названием Самурай Джек: Рассказы о странствующем воине. В 2017 и 2019 годах издательство IDW Publishing опубликовало мини-комиксы под названием Квантовый Джек и Затерянные миры, объединяющие события четвёртого и пятого сезонов. В интервью Тартаковски заявил, что, по его мнению, комиксы не являются частью канона мультсериала.

### Видеоигры
Про Джека было сделано несколько видеоигр. В Samurai Jack: The Amulet of Time Джек узнаёт о магическом амулете и стремится им завладеть, чтобы вернуться в прошлое, Samurai Jack: The Shadow of Aku. В данной игре самурай сражается с приспешниками Аку, чтобы того остановить. В Samurai Jack: Battle Through Time демон отправляет главного героя в другое измерение, где с ним происходят почти такие же события, что и в мультсериале. Самураю же предстоит найти способ вернуться, чтобы Аши помогла ему отправиться в прошлое. В данной игре можно добиться более оптимистичного финала, чем в мультсериале. Если собрать 50 коллекционных предметов, то в конце Аши не исчезает, а становится женой Джека. Самурай появлялся и в видеоиграх, не связанных с ним. Джек был играбельным персонажем в файтинге Cartoon Network Punch Time Explosion, где тот мог сражаться с персонажами из мультфильмов Cartoon Network.

## Создание

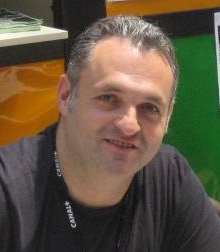
Геннди Тартаковски
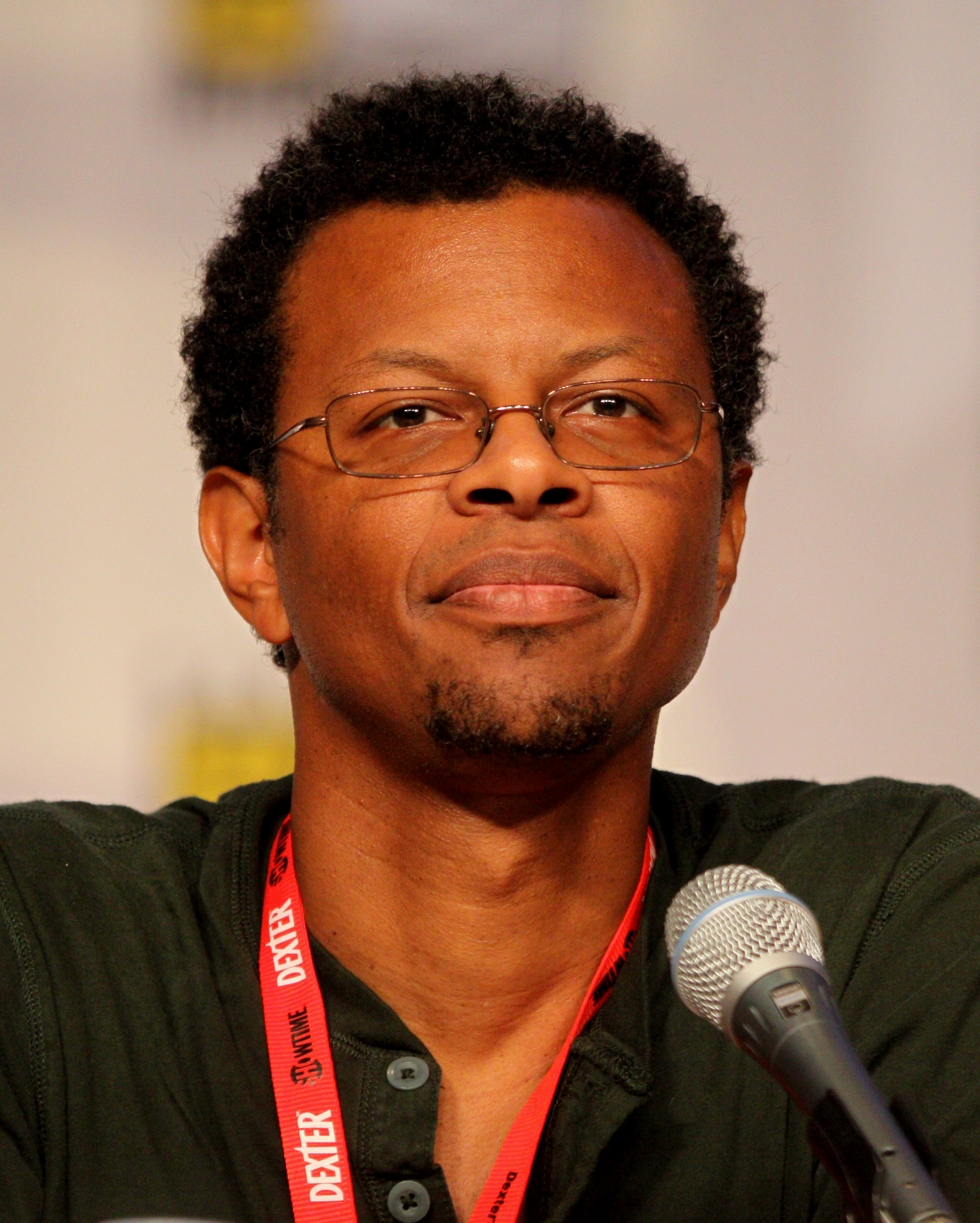
Фил Ламарр

Одноимённый мультсериал был создан Геннди Тартаковски под впечатлением телесериала «Кунг-фу» с Дэвидом Керрадайном. Персонаж был придуман Геннди, так как с детства интересовался самураями и кодексом бусидо. Также на создание Джека повлияли его сны: Геннди часто снилось, что он путешествует с самурайским мечом по миру и вместе со своей девушкой сражается с мутантами. Дополнительным вдохновением для Тартаковски стали фильмы 70-х годов, такие, как «Бен Гур» и «Лоуренс Аравийский». Значительное влияние на создание Джека оказали визуальные новеллы Фрэнка Миллера. Так концепция о самурае без господина, сражающегося за справедливость была вдохновлена комиксом Ронин, а в одной из серий появляются спартанцы из комикса 300. При этом, по признаю создателя мультсериала, трагичные события, происходящие с самураем, не были вдохновлены его личной жизнью. Дизайн главного героя был основан на внешнем виде профессора Утониума из мультсериала Тартаковсого «Суперкрошки». У последнего схожая форма головы.
Характер самурая специально был сделан спокойным и уравновешенным, а также не предполагал развития. Дело в том, что Cartoon Network показывал серии не в хронологическом порядке, поэтому если бы у персонажа было бы развитие, то частые смены характера выглядели бы неадекватно. Геннди Тартаковски пришлось резко прекратить работу над мультсериалом из-за того, что тот начал снимать «Звёздные Войны. Войны Клонов».
Персонажа озвучивал Фил Ламарр, американский актёр кино и телевидения. Свою работу Фил получил после прослушивания с Тартаковски, после чего сразу же принялся озвучивать Джека. Он же занимался озвучкой самурая и в пятом сезоне. Также Фил был голосом Джека в видеоиграх. Персонаж очень запомнился актёру, в интервью Фил заявил, что даже спустя годы не пришлось «заново входить в образ», чтобы озвучить самурая.
Спустя 12 лет, при запуске 5 сезона мультсериала стиль повествования пришлось изменить: если в первых четырёх сезонах Джек был очень героическим персонажем, то в заключительном, пятом, Джек становится убийцей и впал в депрессию. Так создатели мультсериала решили показать его под другим углом, дабы рассказать историю об искуплении. Также изменениям подвергся дизайн Джека: его пропорции стали более элегантными и у него появилась борода. По признанию Деррика Бахмана, коллеги Геннди, Samurai Jack: Battle Through Time — последнее, в котором появляется Джек, так как его история окончена. Деррик был рад, что спустя 10 лет история наконец-то завершена. Тем не менее Тартаковски не исключил, что возвращение самурая состоится.

## Влияние

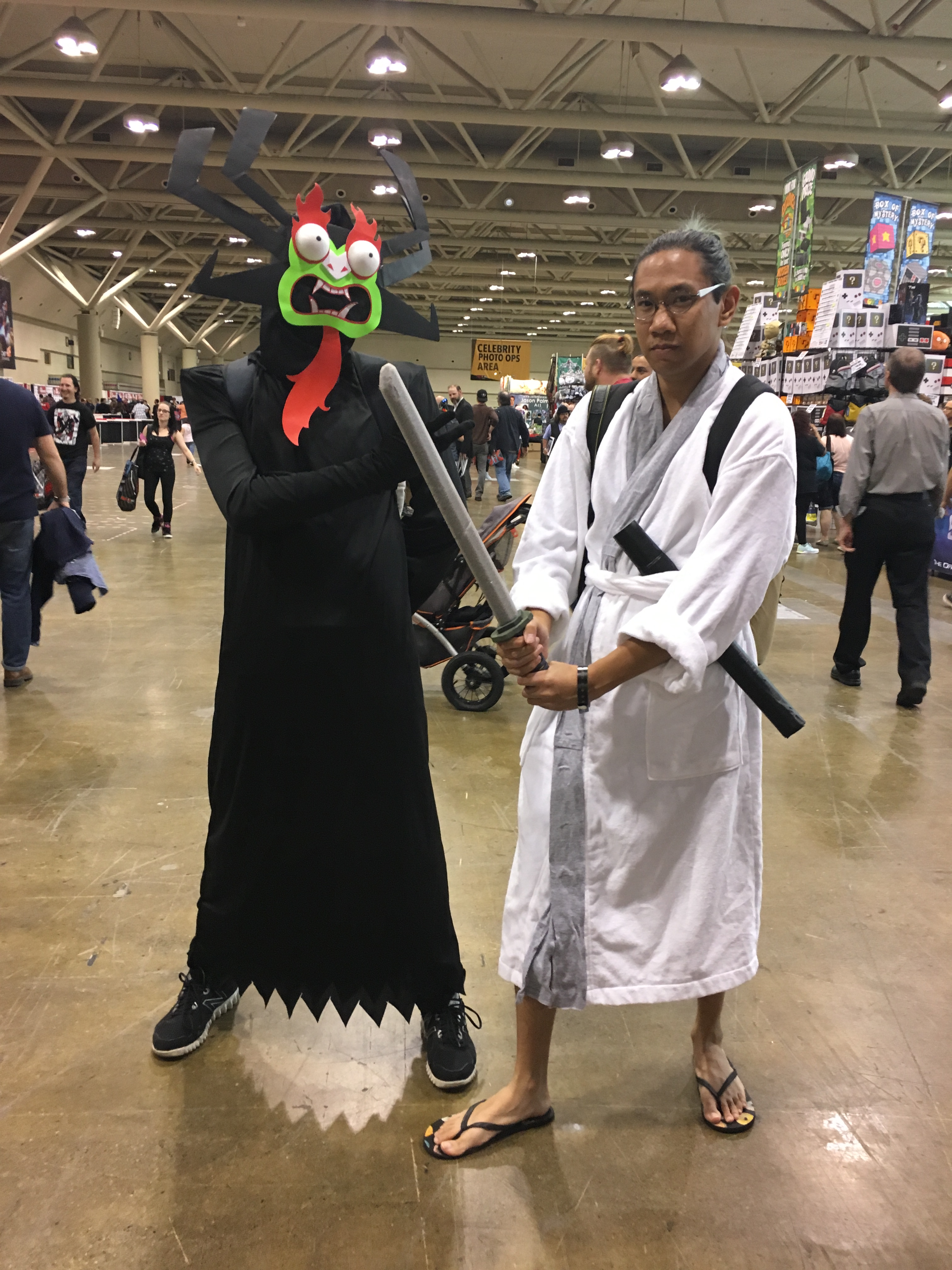
Косплей на Аку (слева) и самурая Джека (справа)

### Оценки
О самурае Джеке хорошо отзывалась производственная команда, в частности Геннди и Фил Ламарр. По словам Ламарра, ему нравится Джек, так как он крайне немногословен. По его мнению озвучивание данного персонажа — легчайшая работа в шоу-бизнесе. Геннди назвал персонажа «вторым ребёнком после Декстера».
Анжелика Джейд Бастьен в журнале New York Magazine писала, что сериал пропитан темой одиночества, что сильно влияет на судьбу главного героя. Она отметила, что дизайн персонажа чётко даёт понять, что он не принадлежит этому миру. Анжелика также похвалила пятый сезон за то, что в нём личность самурая наконец-то получила развитие. Похожим мнением поделился Александр Гагинский из «Мира фантастики». Он акцентировал внимание на то, как сильно изменились характер и повадки Джека за годы скитаний. Гагинский также похвалил сериал, сказав, что благодаря изменениям в дизайне и характере главного героя он стал более взрослым и мрачным. По мнению Падрейга Кроттера, пятый сезон получил много одобрительных отзывов именно из-за изменений в характере Джека. Он же предположил, что новоприобретённые доспехи Джека символичны, снимая их, Джек «возвращается к себе старому». Калеб Мастерс на сайте ScreenRant написал, что Джек является лучшей ролью Фила Ламарра.

### Наследие
Было сделано множество игрушек, основанных на образе героя. 3 октября 2019 года была анонсирована фигурка персонажа Funko Pop. Также Hasbro выпустила фигурки, посвящённые персонажам из мультсериала. Джон Споу, известный косплеер, в 2017 году сделал костюм самурая, потратив на это 2 месяца. В 2018 году компанией Project Raygun была создана настольная игра Samurai Jack: Back to the Past. В ней предстоит играть за союзника Джека и помочь ему в последней битве с Аку.
Самурай Джек появился в качестве камео в фильме «Чип и Дейл спешат на помощь». Отсылка к Джеку появилась в мультсериале «Рик и Морти», в нём одна из серий называлась «Рикмурай Джек». Перед выходом данной серии Adult Swim опубликовала картинку, выполненную в стиле мультсериала и изображающую самурая и Рика с Морти в японском костюме с катаной Джека.